# Kabinet-Samaras
Het kabinet-Samaras is het kabinet (Grieks: Κυβέρνηση της Ελλάδας) dat het interim-kabinet van Pikrammenos opvolgde. Dit interim-kabinet werd 16 mei aangesteld om het kabinet-Papadimos op te volgen na de Griekse parlementsverkiezingen mei 2012 en is aangebleven tot de Griekse parlementsverkiezingen van juni 2012. De premier van het kabinet was Antonis Samaras.

## De aanloop
Door de crisis moest Griekenland enorm bezuinigen, waardoor Giorgos Papandreou in grote politieke problemen kwam. Op 4 november 2011 overleefde hij een vertrouwensstemming met 153 van de 300 stemmen. Op 6 november kwamen Papandreou, Antonis Samaras en Georgios Karatzaferis een overgangsregering overeen met PASOK, Nea Dimokratia en de Orthodox-Griekse Volkspartij (LAOS) te vormen. Op 11 november werd een nieuwe regering onder leiding van de partijloze technocraat Loukas Papadimos gevormd. Afgesproken werd nieuwe verkiezingen in het voorjaar van 2012 te houden.
Bij deze parlementsverkiezingen in mei 2012 behaalde Nea Dimokratia met als partijleider Antonis Samaras 108 zetels (waarvan 50 bonuszetels). Er bleek echter geen regering te vormen, waardoor er nieuwe verkiezingen moesten worden gehouden. Bij de Griekse parlementsverkiezingen van juni 2012 behaalde Nea Dimokratia 129 zetels (inclusief 50 bonuszetels) en werd daarmee de grootste partij.

## De vorming van het kabinet
Op 20 juni 2012 werd Samaras als premier beëdigd. Op 21 juni werden de details van het kabinet-Samaras bekendgemaakt. De coalitie ging bestaan uit Nea Dimokratia, PASOK en Democratisch Links. Hierdoor kreeg het kabinet bij elkaar 179 van de 300 zetels, een ruime meerderheid.

De oppositie werd gevormd door SYRIZA, de partij die tweede werd bij de verkiezingen met 71 zetels, de Onafhankelijke Grieken die 20 zetels behaalde, Gouden Dageraad die 18 zetels behaalde en de KKE die 12 zetels behaalde.
Er werd gekozen voor een regering die uit vakministers bestond en een aparte onderhandelingsraad die de confrontatie met de EU en het IMF moest aangaan om de strenge maatregelen die aan Griekenland gesteld worden versoepeld te krijgen. De nieuwe regering wilde twee jaar uitstel om het begrotingstekort binnen de drie-procentnorm te krijgen en minder ambtenaren ontslaan. Ook wilde men op andere gebieden versoepelingen van de voorwaarden. Verschillende landen van de EU en het IMF gaven aan hier niets voor te voelen, omdat dit het reddingsplan van Griekenland 16 tot 30 miljard duurder zou maken.

Het Kabinet-Samaras werd opgevolgd door het Kabinet-Tsipras waarna Alexis Tsipras de nieuwe premier werd.

## Samenstelling van het kabinet
| Ministerie                                                                                   | Ambtsdrager                 | Griekse schrijfwijze        | Partij         |
| -------------------------------------------------------------------------------------------- | --------------------------- | --------------------------- | -------------- |
| Minister-president                                                                           | Andonis Samaras             | Αντώνης Σαμαράς             | Nea Dimokratia |
| Minister van Buitenlandse zaken                                                              | Dimitris Avramopoulos       | Δημήτρης Αβραμόπουλος       | Nea Dimokratia |
| Minister van Binnenlandse zaken                                                              | Evripidis Stylianidis       | Ευριπίδης Στυλιανίδης       | Nea Dimokratia |
| Minister van Financiën                                                                       | Yannis Stournaras           | Γιάννης Στουρνάρας          | Partijloos     |
| Minister van Defensie                                                                        | Panagiotis Panagiotopoulos  | Παναγιώτης Παναγιωτόπουλος  | Nea Dimokratia |
| Ministerie van Scheepvaart                                                                   | Kostis Mousouroulis         | Κωστής Μουσουρούλη          | Nea Dimokratia |
| Minister van Justitie                                                                        | Andonis Roupakiotis         | Αντώνης Ρουπακιώτης         | Partijloos     |
| Ministerie van Arbeid en Sociale Zekerheid                                                   | Nikos Panagiotopoulos       | Νικος Παναγιωτοπουλος       | Nea Dimokratia |
| Ministerie van Onderwijs, Religie, Cultuur en Sport                                          | Konstantinos Arvanitopoulos | Κωνσταντίνος Αρβανιτόπουλος | Nea Dimokratia |
| Ministerie van Milieu, Energie en Klimaatverandering                                         | Evangelos Livieratos        | Ευάγγελος Λιβιεράτος        | Partijloos     |
| Ministerie van Ontwikkeling, Concurrentievermogen, Infrastructuur, Transport en Communicatie | Kostis Chatzidakis          | Κωστής Χατζηδάκης           | Nea Dimokratia |
| Ministerie van Gezondheid                                                                    | Andreas Lykourentzos        | Ανδρέας Λυκουρέντζος        | Nea Dimokratia |
| Ministerie van Landbouw                                                                      | Athanasios Tsaftsaris       | Αθανάσιος Τσαυτάρης         | Partijloos     |
| Ministerie van Toerisme                                                                      | Olga Kefalogianni           | Όλγα Κεφαλογιάννη           | Nea Dimokratia |
| Ministerie voor Macedonië en Thracië                                                         | Theodoros Karaoglou         | Θεόδωρος Καράογλου          | Nea Dimokratia |
| Ministerie van Bestuurlijke Vernieuwing en Internet-overheid.                                | Andonis Manitakis           | Αντώνης Μανιτάκης           | Partijloos     |
| Ministerie van Openbare Orde en Burgerbescherming                                            | Nikos Dendias               | Νίκος Δένδιας               | Nea Dimokratia |
| Minister van Staat                                                                           | Dimitris Stamatis           | Δημήτρης Σταμάτης           | Nea Dimokratia |